# Eli Cohen
Elijahu "Eli(e)" ben Shaul Cohen (Hebreeuws: אֱלִיָּהוּ בֵּן שָׁאוּל כֹּהֵן, Arabisch: ايلي كوهين) (Alexandrië, 24 december 1924 – Damascus, 18 mei 1965) was een Israëlisch vertaler en spion.
Cohen werd geboren in Egypte en spioneerde in 1950 al voor Israël. Mede dankzij zijn spionageactiviteiten veroverde Israël tijdens de Zesdaagse Oorlog in 1967 de Golanhoogvlakte op Syrië. Hij wordt gezien als een van de succesvolste spionnen van zijn tijd. Op 12 december 2022 werd in de stad Herzliya een aan hem gewijd museum geopend.

## Meesterspion
In 1959 trouwde hij met Nadia Majald (1935), een Iraaks-Joodse immigrant en de zus van auteur Sami Michael. Ze kregen drie kinderen – Sophie, Irit en Shai – en het gezin vestigde zich in Bat Yam. In 1960 werd Cohen gerekruteerd door de militaire inlichtingendienst, de Mossad. Deze verzorgde voor hem een andere identiteit, die van Arabier Kamel Amin Thaabet, want hij sprak accentloos Arabisch. Na een verblijf in Argentinië vertrok hij - zijn gezin in Israël achterlatend - naar Syrië. In Buenos Aires had hij vrienden gemaakt onder de daar verblijvende Syriërs. Voorgevend een echte Syriër te zijn vertelde hij sterk naar zijn vaderland te verlangen. Zijn vrienden vonden Cohen een sympathieke persoon en moedigden hem aan naar Syrië te gaan om daar een meubelbedrijf te starten. Cohen verhuisde in februari 1962 naar Damascus onder de schuilnaam Kamel Amin Thaabet.
Mede dankzij de contacten die hij via die vrienden legde, slaagde Cohen er in Syrië al snel in het vertrouwen van veel lieden uit de Syrische elite te winnen. Hij gaf regelmatig feestjes in zijn appartement. Deze feestjes werden bezocht door militairen en politici, waaronder president Amin al-Hafiz, een generaal en andere belangrijke personen van defensie. Ze kwamen ook in zijn appartement als Cohen er niet was. Cohen was in staat om erachter te komen dat de Syriërs van plan waren om de bovenloop van de Jordaan om te leiden in een poging om Israël van waterbronnen te beroven. Door deze informatie te verstrekken aan Israëlische troepen die hen in staat stelden om de apparatuur te vernietigen die voor de taak was voorbereid. Zijn spionageapparatuur bleef altijd voor hen verborgen. De Syriërs vertrouwden Cohen vrijwel volkomen. Uiteindelijk werd hij bijna voorgedragen als minister van defensie van Syrië. Cohen leverde een uitgebreide hoeveelheid en een breed scala aan inlichtingengegevens voor het Israëlische leger tussen 1961 en 1965.

## Spionage in de Golanhoogten

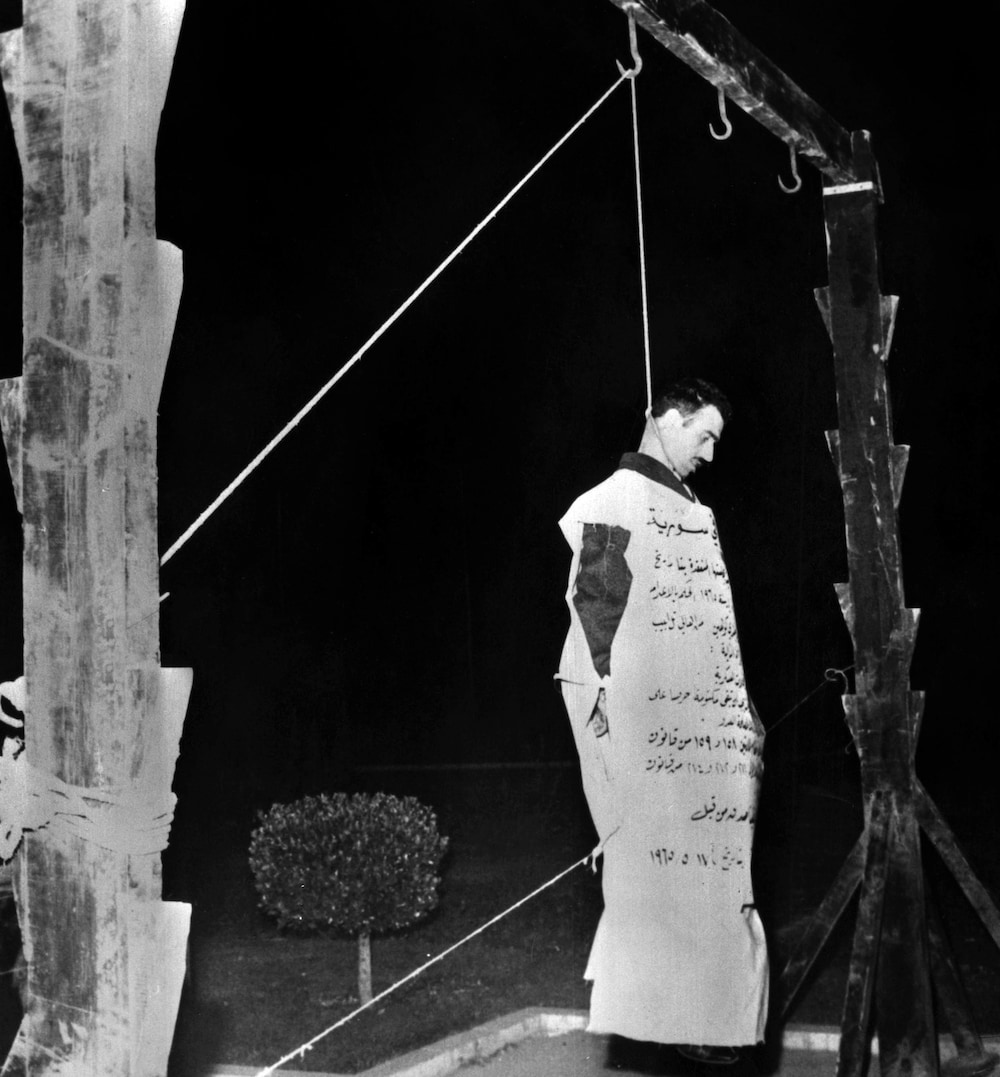
Eli Cohens terechtstelling in Damascus

Door het toenemende vertrouwen dat Cohen inmiddels had gewonnen bij de Syrische militaire leiding kreeg hij steeds meer invloed en toegang tot militaire informatie. Zijn fotografisch geheugen kwam hem goed van pas bij de vele informatie die hij te zien of te horen kreeg. Toen Cohen, tijdens een ‘excursie’ in de Golanhoogten, bemerkte dat de Syrische soldaten nauwelijks bescherming hadden tegen de Syrische hitte, opperde hij het ‘briljante’ idee om eucalyptusboompjes te planten bij elke ondergrondse bunker en mortierstelling in de hoogvlakte. Zijn advies werd door de militaire leiding zonder meer opgevolgd, vanwege ‘de broodnodige schaduw’ die de soldaten toch zo hard nodig hadden tegen de immense hitte. Dankzij deze boompjes en zijn fotografisch geheugen kon de Israëlische luchtmacht tijdens de Zesdaagse Oorlog het merendeel van de Syrische ondergrondse bunkers en mortierstellingen gemakkelijk lokaliseren en uitschakelen. De eucalyptusbomen staan tot op de dag van vandaag in de Golanhoogten als stille getuigen van Cohens spionagewerk.

## Ontmaskering

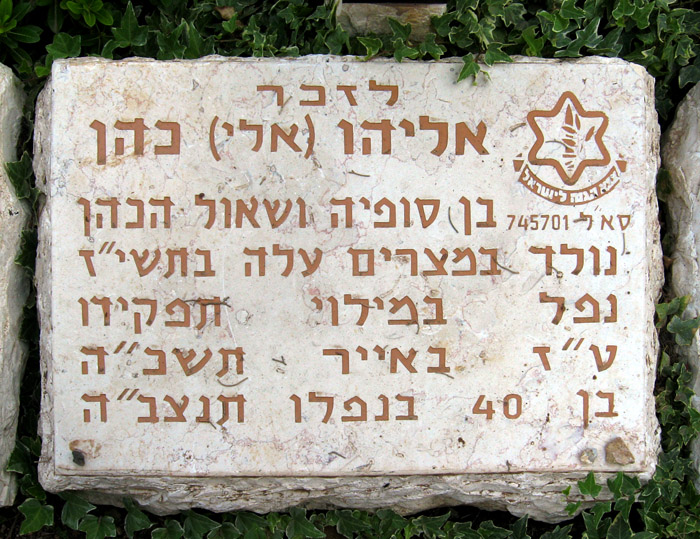
Steen ter nagedachtenis aan Eli Cohen op Herzlberg in Jeruzalem

Cohen werd op 24 januari 1965 ontmaskerd door de Syrische contraspionage. De Indiase ambassade in Damascus had geklaagd over radiostoringen. De Syriërs kwamen er achter dat er uitgezonden werd vanuit Eli Cohens appartement. Het waren de berichten die hij naar Tel Aviv stuurde. Meerdere mensen, onder andere de paus en de Canadese regering vroegen de Syrische autoriteiten Cohen te sparen. Cohen schreef in zijn laatste brief op 15 mei 1965:
"Ik smeek je, mijn lieve Nadia, om je tijd niet te besteden aan huilen over iets dat al voorbij is. Concentreer je op jezelf en kijk uit naar een betere toekomst!"
Cohen werd na ter dood te zijn veroordeeld op 18 mei 1965 publiekelijk opgehangen op het Marjehplein in Damascus. Cohen weigerde een blinddoek te dragen tijdens de executie, die in Syrië op televisie werd uitgezonden. De uitvoering werd vastgelegd op 35mm film. Op de dag van zijn executie werd zijn laatste wens om een rabbijn te zien, gerespecteerd door de gevangenisautoriteiten. Nissim Indibo, de oudere opperrabbijn van Syrië, vergezelde hem in de vrachtwagen. Ook mocht hij een laatste brief schrijven aan zijn vrouw. Majald is nooit hertrouwd.
Hoewel er verschillende verzoeken zijn geweest, is zijn lichaam nooit teruggegeven aan zijn familie. Hij werd begraven op de Joodse begraafplaats van Damascus.

## Nalatenschap
Cohen is een nationale held geworden in Israël en veel straten en buurten zijn naar hem vernoemd. Premier Menachem Begin, minister van Defensie Ezer Weizmann, stafchef Mordechai Gur en verschillende Mossad-agenten woonden allemaal de Bar mitswa van zijn zoon bij in 1977. Er is een gedenksteen voor Cohen opgericht in de Tuin van de Vermiste Soldaten op de Herzlberg.
De spionagejaren van Cohen in Syrië werden in 2019 voor Netflix verfilmd in de zesdelige miniserie The Spy door de Israëlische regisseur Gideon Raff met de Brits-joodse acteur Sacha Baron Cohen in de hoofdrol. De televisieserie was op zijn beurt gebaseerd op het boek L'espion qui venait d'Israël (in het Nederlands: De spion die uit Israël kwam) van Uri Dan en Yeshayahu Ben Porat.